# Wałentyn Melnyczuk
Wałentyn Wasylowycz Melnyczuk (ukr. Валентин Васильович Мельничук, ur. 26 października 1947 w Berdyczowie) – ukraiński polityk i inżynier. Mer Czernihowa w latach 1990–1992, przewodniczący Czernihowskiej Obwodowej Administracji Państwowej w latach 1992–1994 oraz 2002–2005, poseł do Rady Najwyższej IV kadencji.

## Życiorys
Wałentyn Melnyczuk urodził się 26 października 1947 roku w Berdyczowie w obwodzie żytomierskim.
W 1966 roku rozpoczął pracę jako elektryk w Berdyczowskich Zakładach Budowy Maszyn „Progres”. Następnie pracował jako inżynier i młodszy pracownik naukowy w Ogólnozwiązkowym Instytucie Badawczym Maszyn do Włókien Syntetycznych. W 1971 roku ukończył Czernihowski Ogólny Wydział Techniczny funkcjonujący jako filia Kijowskiego Instytutu Politechnicznego. W 1987 roku ukończył Instytut Zarządzania Gospodarką Narodową, a w 1999 roku Międzyregionalną Akademia Zarządzania Personelem w Kijowie.
Od 1973 roku był inżynierem energetykiem i głównym inżynierem czernihowskiej suszarni warzyw, a od 1979 roku głównym inżynierem czernihowskiego browaru. W 1983 roku został dyrektorem generalnym Towarzystwa Browarów Czernihowskich.
W wyborach samorządowych w 1990 roku został wybrany na radnego miasta Czernihowa. Jako przewodniczący rady miejskiej został jednocześnie merem Czernihowa. Funkcję tę pełnił do maja 1992 roku, gdy został przedstawicielem Prezydenta Ukrainy w obwodzie czernihowskim. Następnie został powołany na szefa Wydziału Ochrony Praw Konsumenta w Czernihowskiej Obwodowej Administracji Państwowej. W 1995 roku został dyrektorem generalnym czernihowskiego browaru „Desna”.
W wyborach parlamentarnych w 1998 roku Melnyczuk nie otrzymał mandatu posła. W wyborach w 2002 roku został wybrany na posła IV kadencji. Wszedł do frakcji Zjednoczonej Socjaldemokratycznej Partii Ukrainy (SDPU(O)) oraz do zarządu partii, która reprezentowała wówczas interesy obozu prezydenta Łeonida Kuczmy. Po wyborach prezydenckich w 2004 roku i pomarańczowej rewolucji doszło do rozpadu środowiska związanego z dotychczasowym prezydentem. SDPU(O) powołała prorosyjski Opozycyjny Blok – Nie Tak!, na czele którego stanął pierwszy prezydent Ukrainy Łeonid Krawczuk. W wyborach parlamentarnych w 2006 roku z wynikiem 1,01% blok zajął 11. miejsce nie przekraczając progu wyborczego.
Między grudniem 2002 roku a styczniem 2005 roku Melnyczuk był szefem Czernihowskiej Obwodowej Administracji Państwowej. W latach 2006–2010 był profesorem nadzwyczajnym na Wydziale Zarządzania i Administracji Czernihowskiego Narodowego Uniwersytetu Technologicznego. W latach 2010–2020 był zastępcą przewodniczącego Czernihowskiej Rady Obwodowej. 
Posiada stopień naukowy doktora filozofii w zakresie zarządzania przedsiębiorstwami, tytuł Zasłużonego Ekonomisty Ukrainy oraz urzędnika państwowego I stopnia. Odznaczony Orderem „Za zasługi” III stopnia (1997), II stopnia (2000) i I stopnia (2002) oraz Orderem Księcia Jarosława Mądrego V stopnia.
Jest żonaty, ma córkę i syna.